# Моженцин-Мали
Моженцин-Мали (пол. Morzęcin Mały) — село в Польщі, у гміні Оборники-Шльонські Тшебницького повіту Нижньосілезького воєводства.
Населення — 140 осіб (2011).
У 1975-1998 роках село належало до Вроцлавського воєводства.

## Демографія
Демографічна структура станом на 31 березня 2011 року:
|          | Загалом | Допрацездатний вік | Працездатний вік | Постпрацездатний вік |
| -------- | ------- | ------------------ | ---------------- | -------------------- |
| Чоловіки | 72      | 16                 | 48               | 8                    |
| Жінки    | 68      | 13                 | 45               | 10                   |
| Разом    | 140     | 29                 | 93               | 18                   |